# Пір-Мардакян
Пір-Мардакян (азерб. Pir Mərdəkan) — ханега-мавзолей XII—XIII ст., розташований в селі Гейляр Шемахинського району Азербайджану, за 17 км на південь від Шамахи. Комплекс ханеги розташований на стародавньому торговому шляху, що з'єднував колись Шамахи з іншими містами Близького і Середнього Сходу.

## Перші відомості
Вперше про ханеге згадують голландський мандрівник XVII століття Ян Стрейс і німецький мандрівник XVIII століття Адам Олеаріус. В подальшому відомості про пам'ятку зустрічаються в російських вчених XIX століття Іллі Березіна і Бориса Дорна. У радянський час займалися вивченням комплексу азербайджанські вчені А. А. Алескерзаде та Абдул Саламзаде. В 1967 році було видано повідомлення про ханеге Пір-Мардакян.

## Архітектура
Комплекс ханеги складається з добре збереженої будівлі самого мавзолею, худжри, молитовного залу-мечеті, мінарету, караван-сараю, двору зі стінами, а також допоміжних будівель.
Сам мавзолей побудований з добре обтесаного каменю на вапняному розчині. У плані внутрішня частина мавзолею квадратна, яка з допомогою кутових тромп переходить у восьмигранник. Завершує восьмигранник восьмигранна призма, перекрита пірамідальним шатром.
Навколо мавзолею існує величезне кладовище з епітафіями вчених-шейхів XII—XIII ст. і більш пізніми.

## Археологічні дослідження
Археологічні роботи на території мавзолею почали проводиться з 1972 року. У результаті розкопок, що проводилися експедицією Інституту історії Академії наук Азербайджанської РСР до 1973 року, обмірних робіт і аналізу графічних матеріалів було виявлено абрис всіх будівель комплексу, була розчищена кріпосна стіна комплексу.
В результаті розкопок на території худжри було виявлено два поховання з надгробними плитами з арабським написом. Дослідники встановили, що архівольти стрілчастого отвору ханеги були виконані у вигляді джгута.
У приміщеннях, що примикають до мавзолею були виявлені датовані XII—XIII ст. священні книги і рукописи. На території ханеги були також виявлені монети, викарбувані при ширваншаху Фарибурзі III ібн Гершаспі.
У 1978 році експедиція Інституту історії Академії наук Азербайджанської РСР і Міністерства культури Азербайджанської РСР очистила кам'яну стелу в головах могили всередині мавзолею. Зберігся арабський напис, зроблений почерком сулюс. В обрамленні напису 12 разів повторюється слово «Аллах», а посередині є текст епітафії:
|  | «В ім'я Аллаха милостивого, милосердного. Це могила шейх аль-імама, найбільшого вченого, благочестивого Таїра Тадж ал-Худа Мадакані ібн Алі, хай вибачить його Аллах. |

Біля входу до мавзолею зліва є будівельний напис, у якому згадується ім'я ширваншаха Фаррухзада I сина Минучихра III, який правив до 1203 року. Ім'я шейха і відповідно назва мавзолею дійшло в спотвореному вигляді «Мардакян», а не «Мадакані» (Мадак — назва місцевості за 27 км на південний схід від Хасанабада в Іранському Азербайджані).

## Галерея

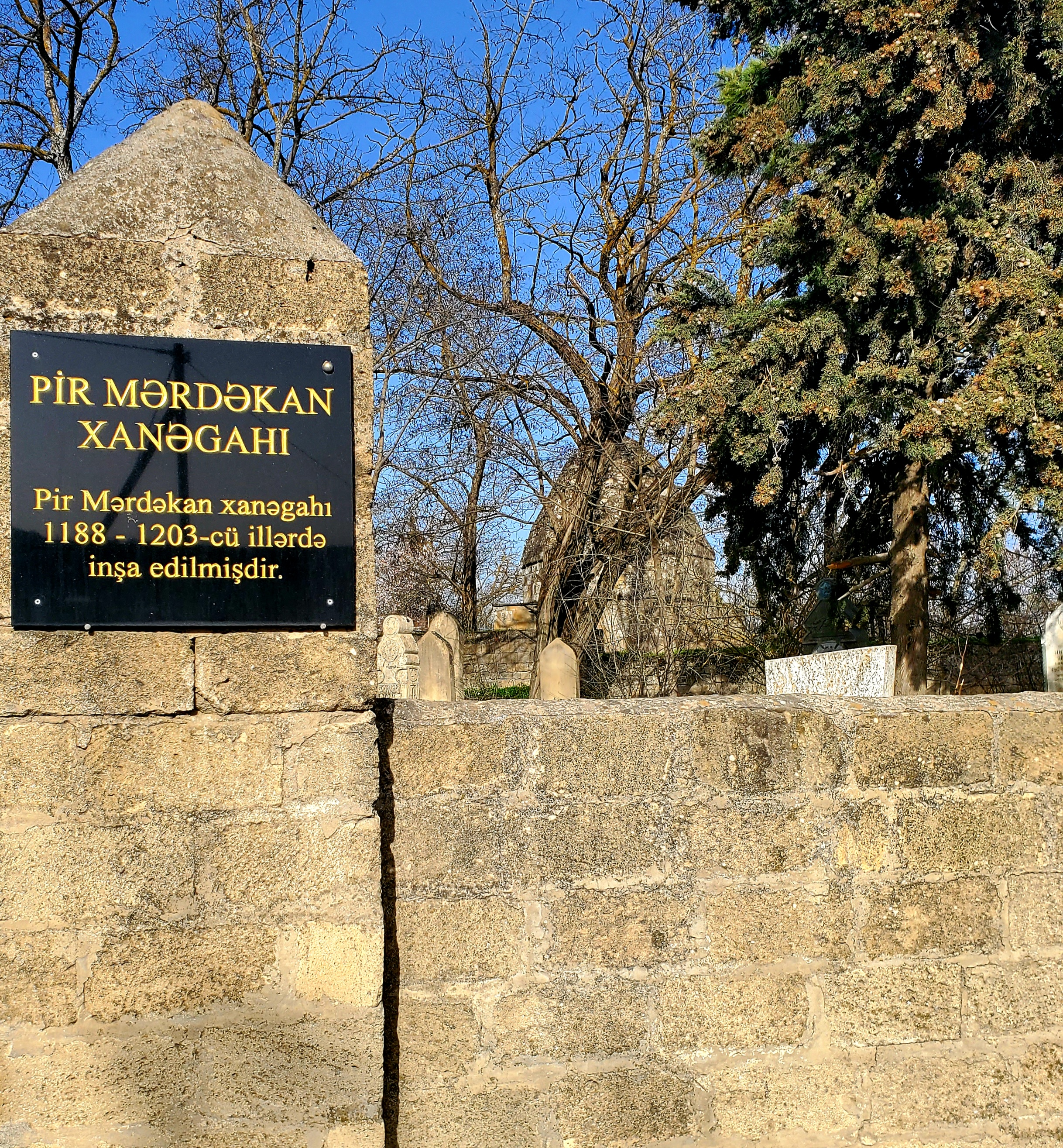
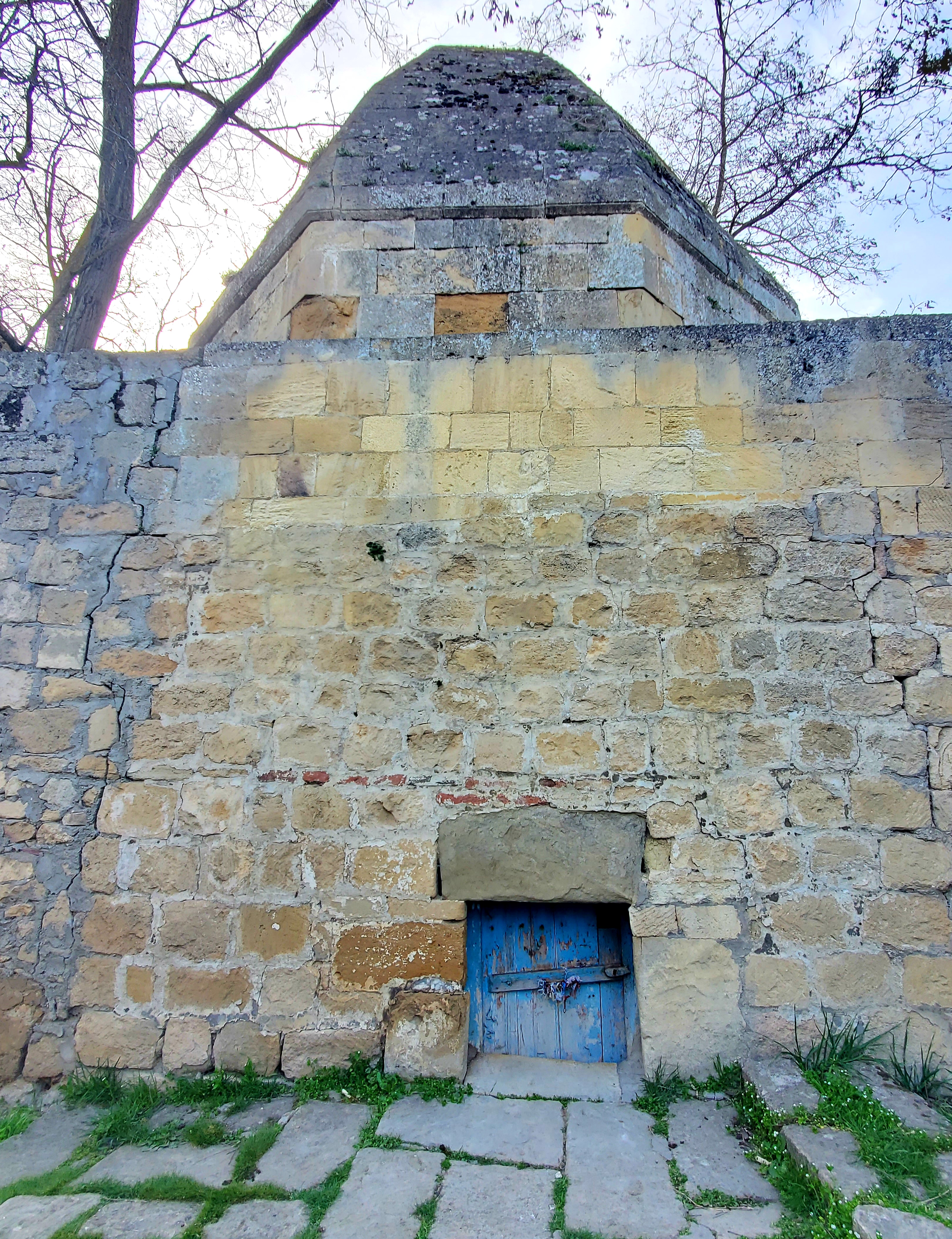
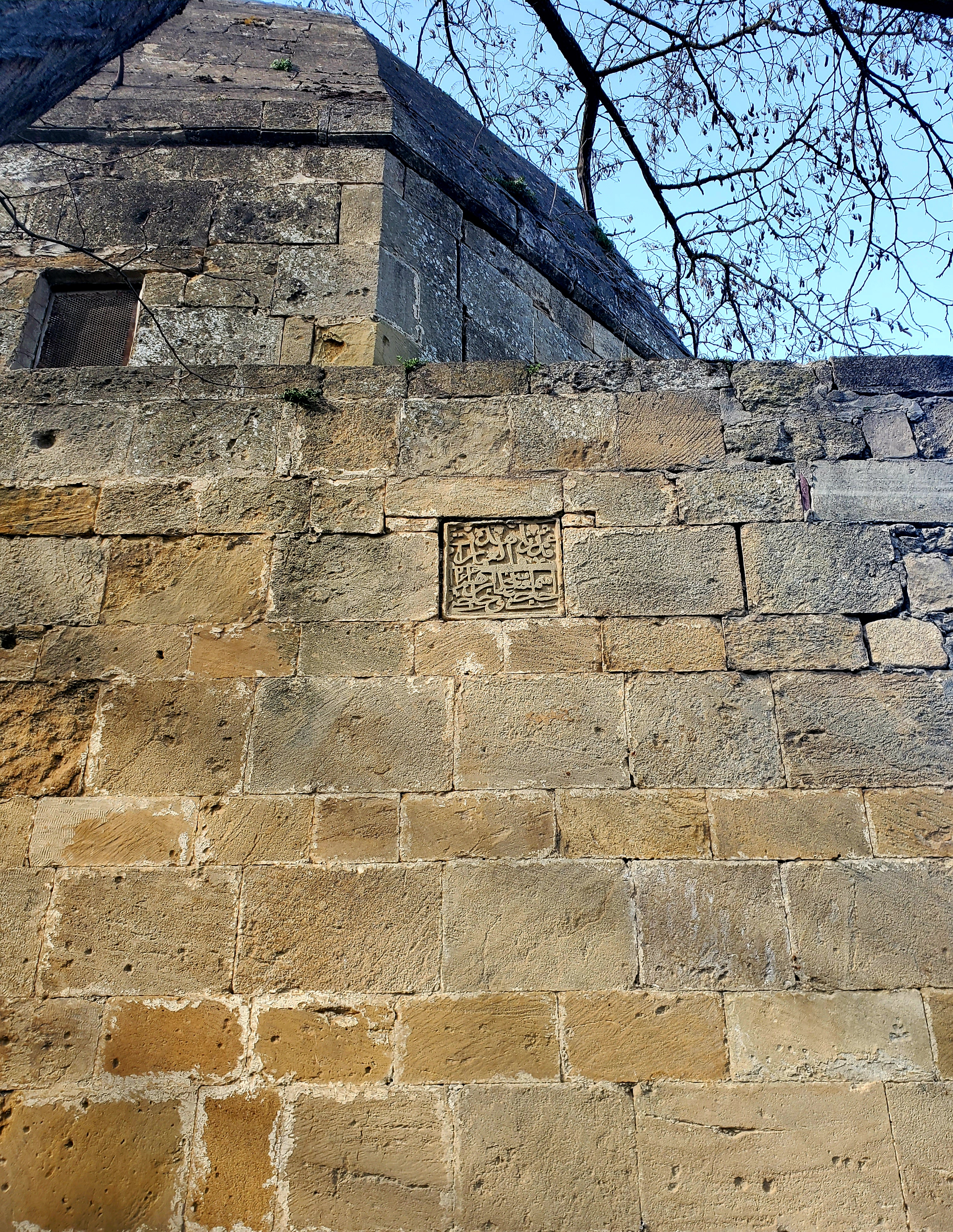
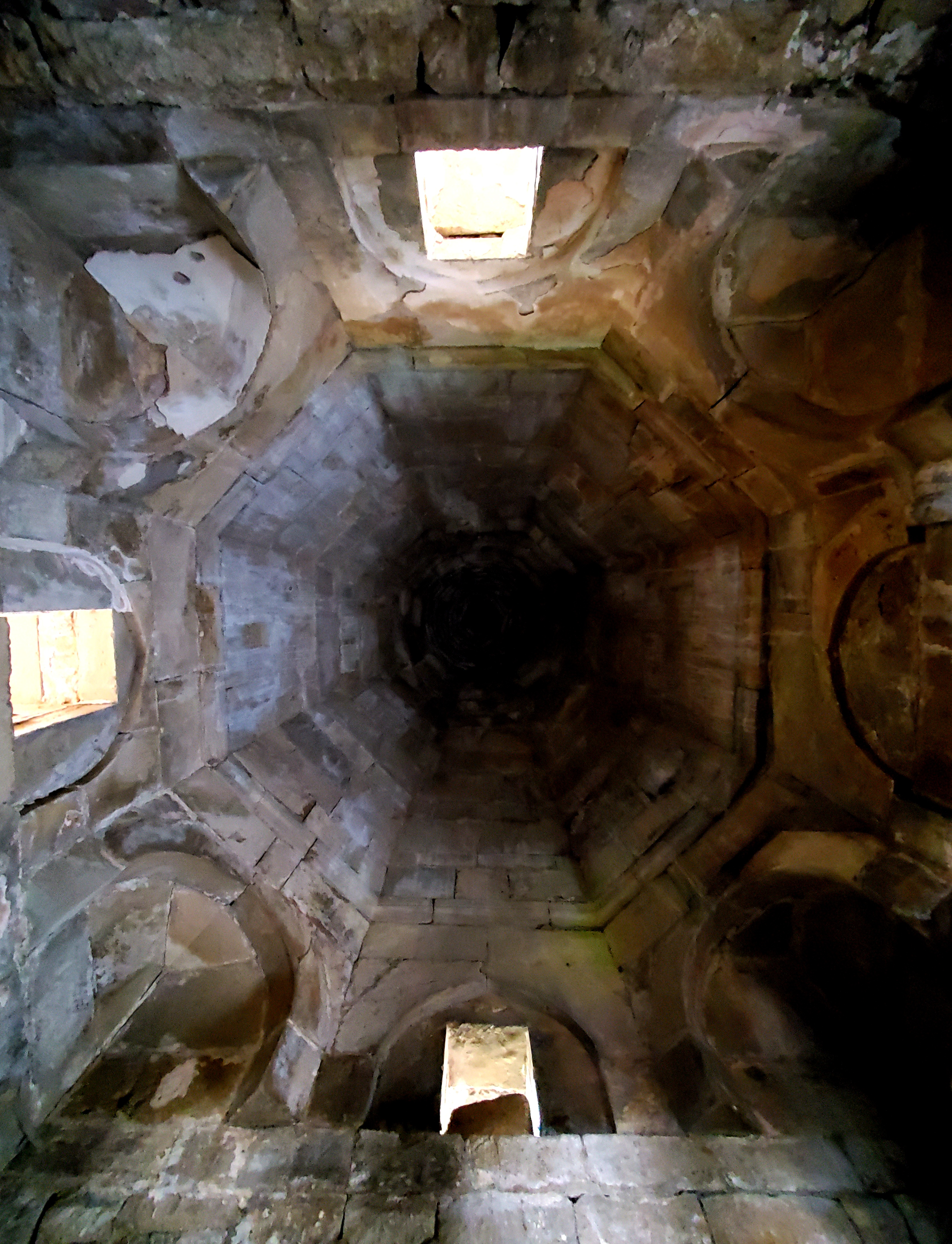
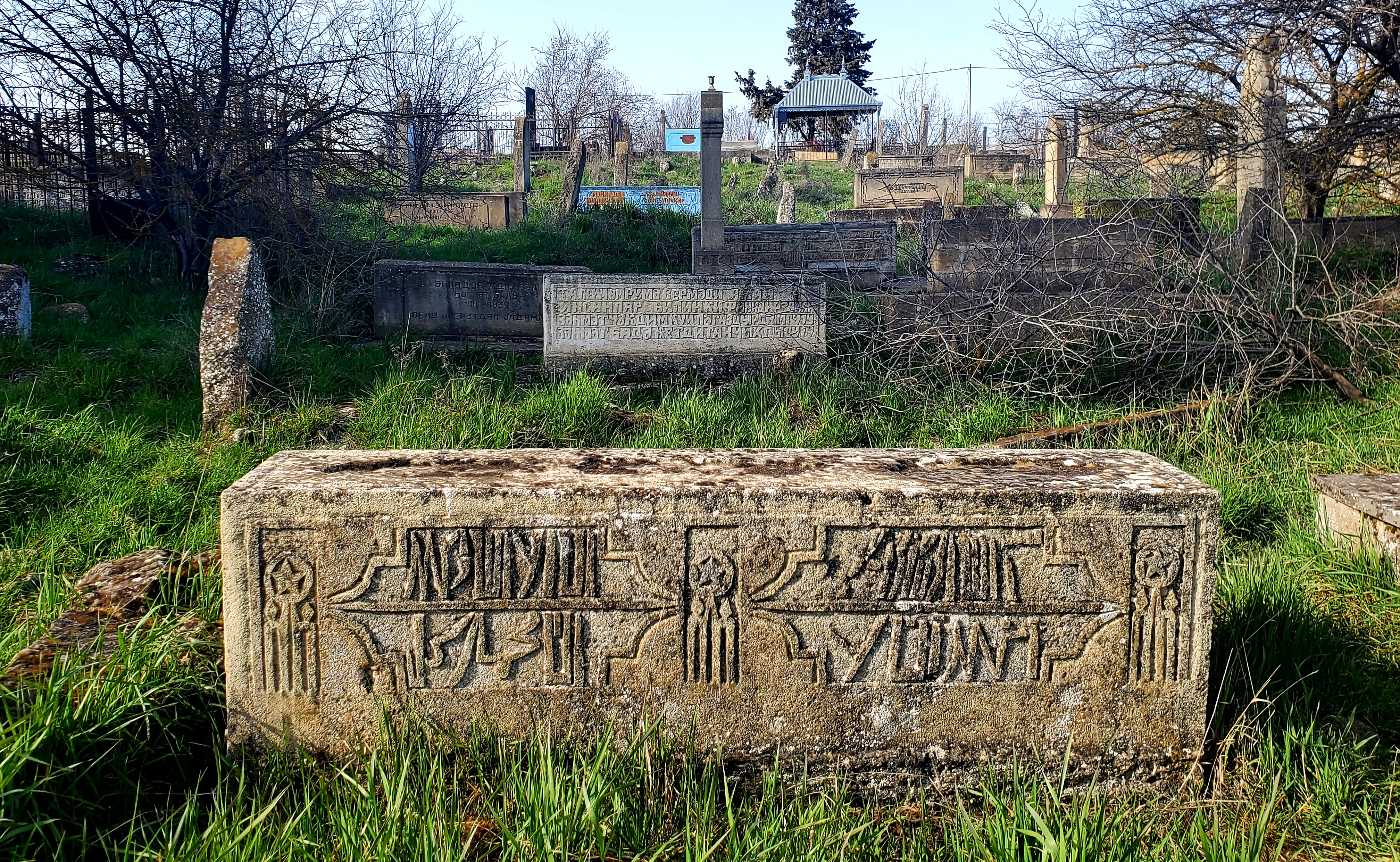
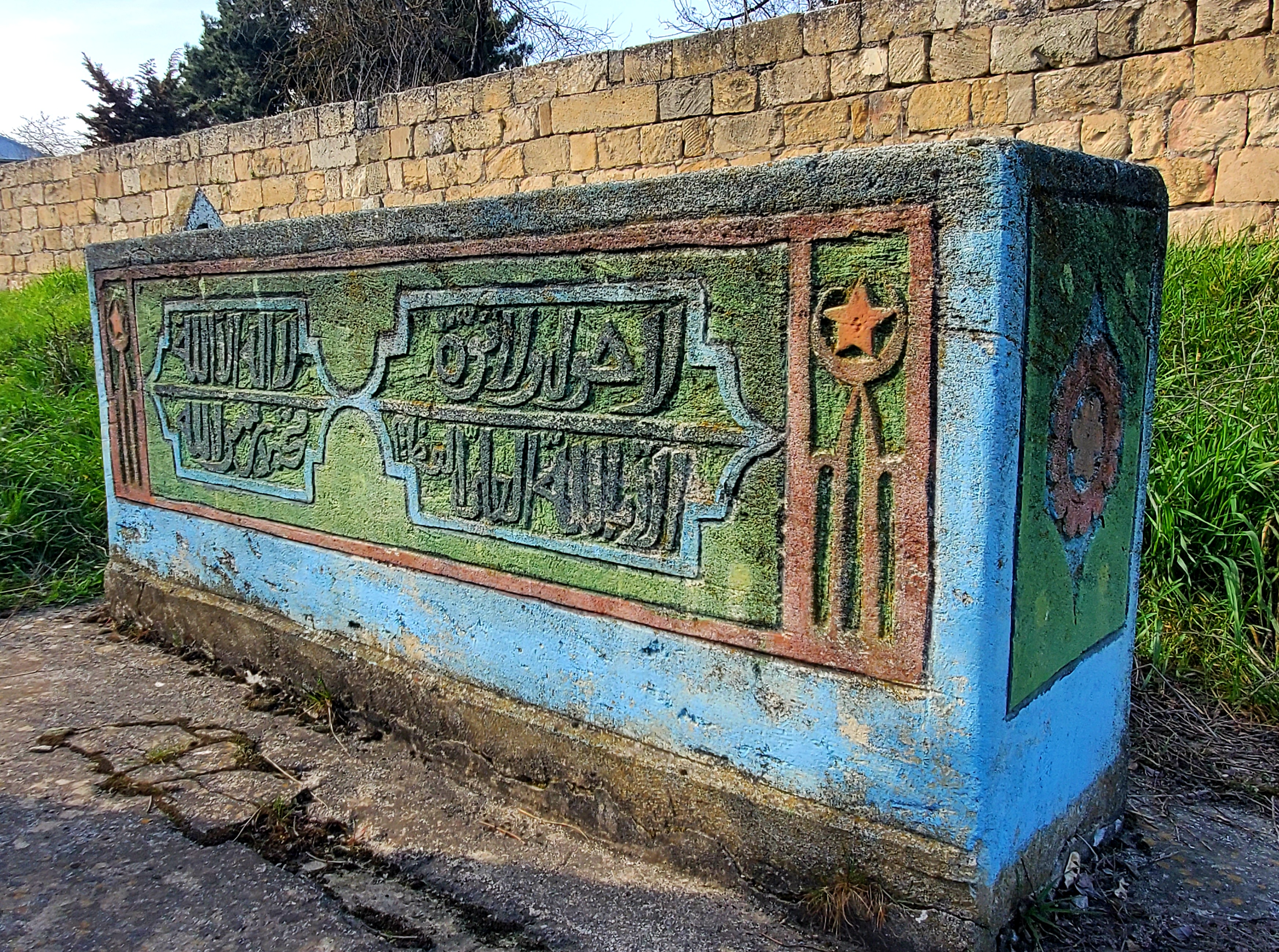
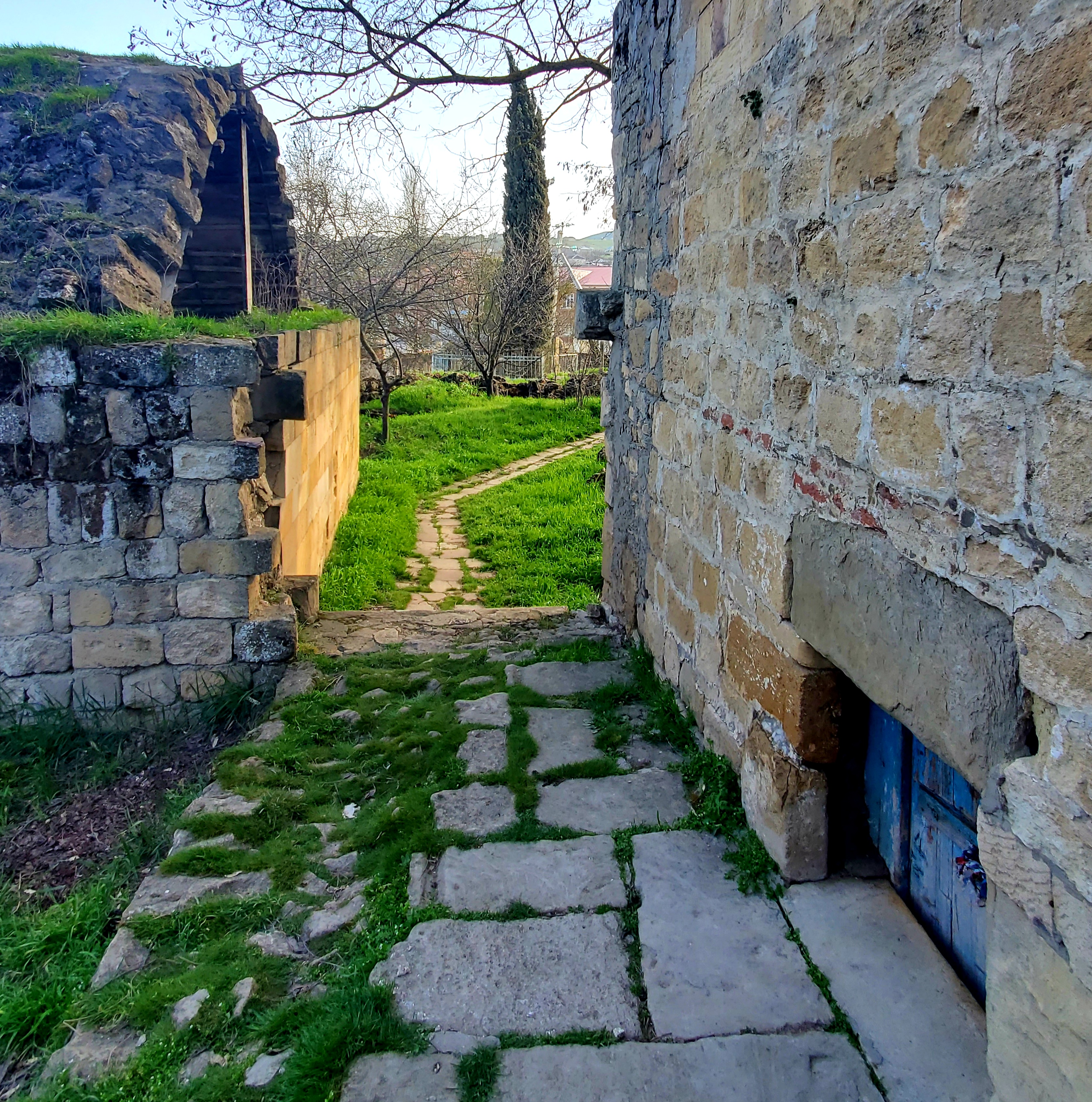
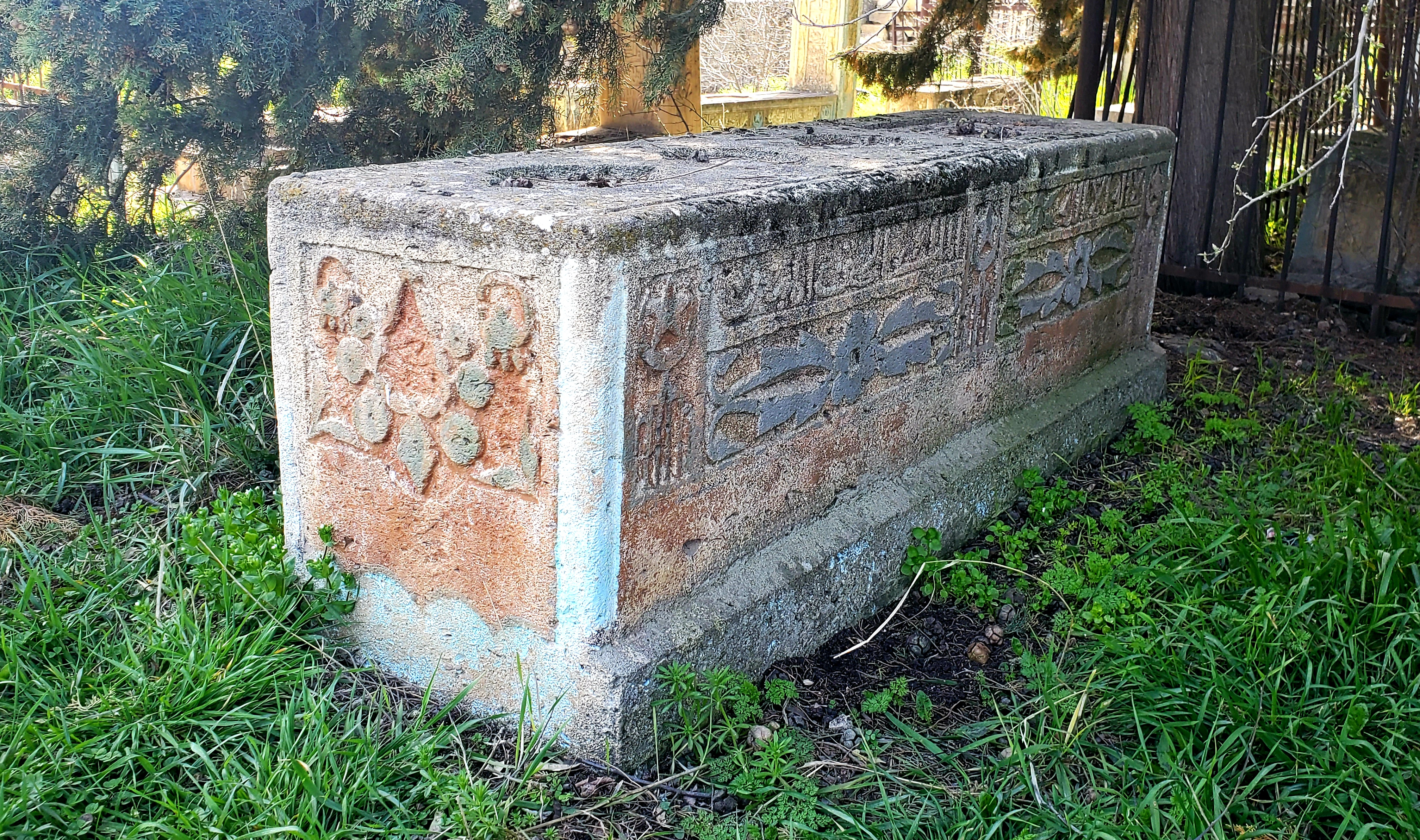
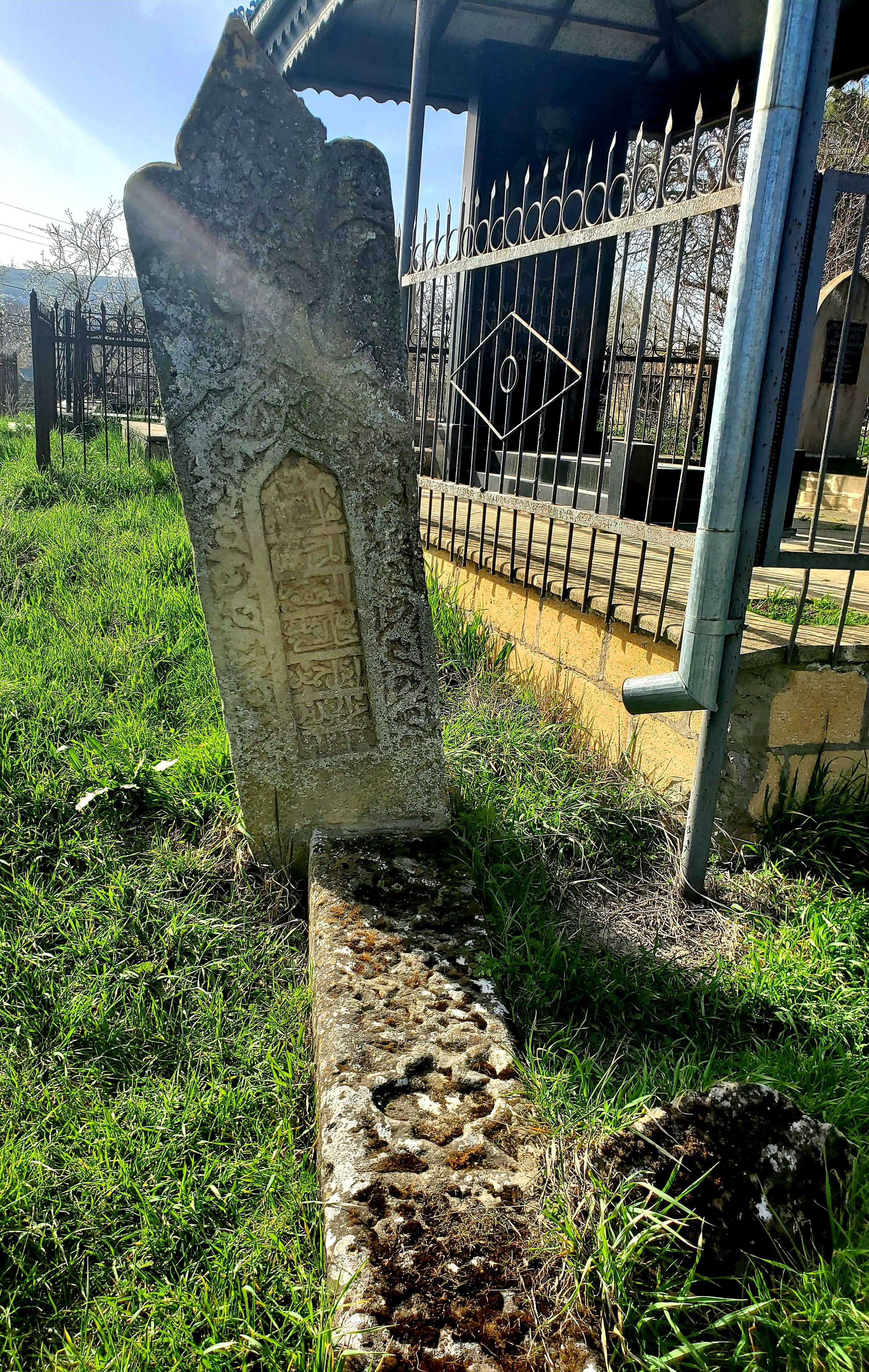